# Código das Leis da Suécia
O Código das Leis da Suécia (em sueco:Svensk författningssamling, SFS) é uma compilação oficial de todas as leis da Suécia. Inclui a legislação emanada do Parlamento e a legislação complementar decretada pelo governo, ao abrigo das decisões parlamentares.
O conteúdo desta compilação está acessível ao público, em forma prática, no livro Lei do Reino da Suécia (em sueco: Sveriges Rikes Lag).
Cada lei tem uma designação abreviada, começando por SFS e contendo o ano da sua emanação, seguido de dois pontos e de um número corrente. Por exemplo a lei do imposto sobre o valor acrescentado (mervärdesskatten) é designada por SFS 1974:200.